# بلدرچین جنگلی خالدار

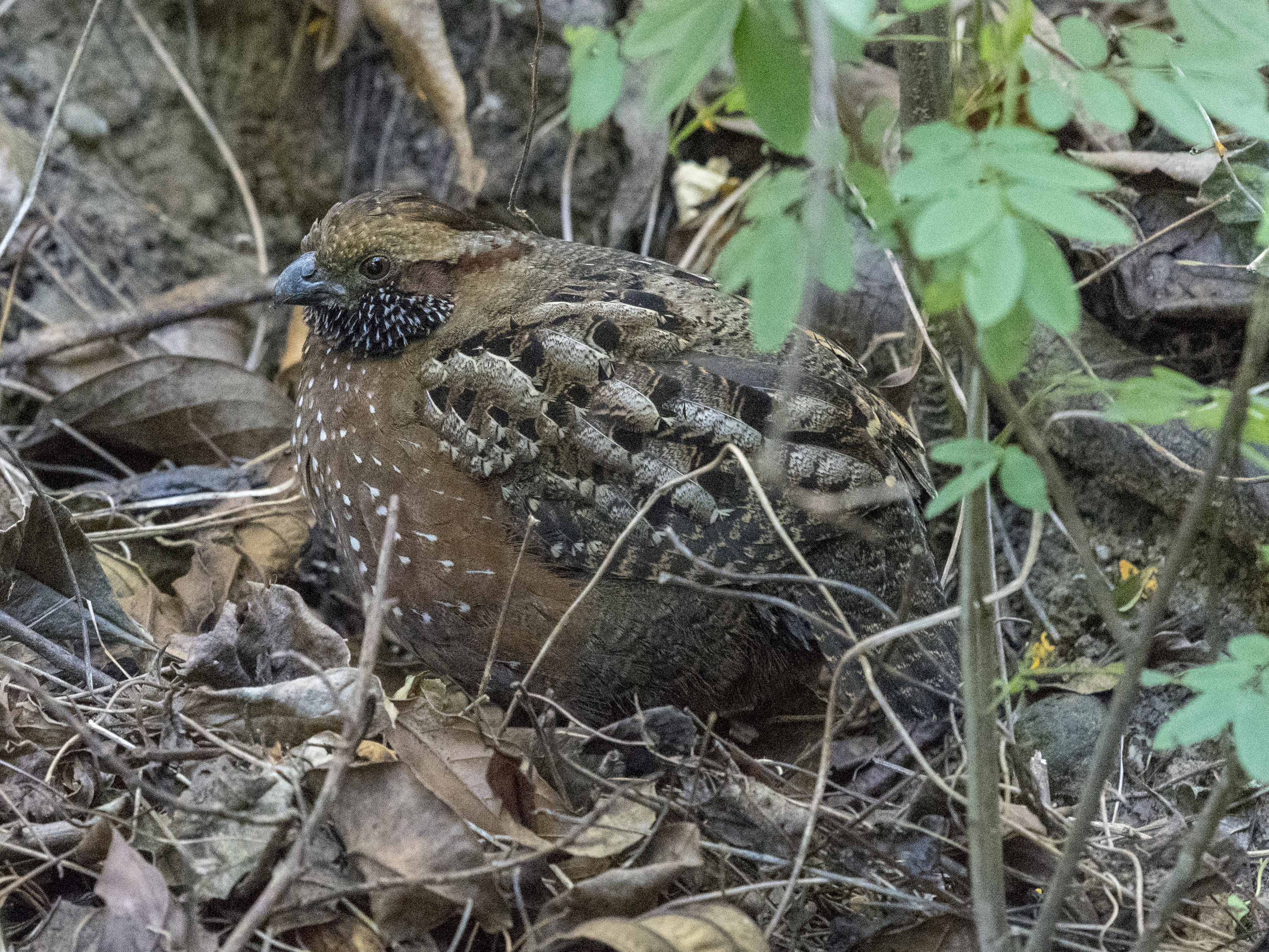
تصویری از بلدرچین جنگلی خالدار در طبیعت

بلدرچین جنگلی خالدار (نام علمی: Odontophorus guttatus) نام یک گونه از تیره بلدرچین بر جدید است.